# Die gefesselte Phantasie
Die gefesselte Phantasie ist ein Original-Zauberspiel in zwei Aufzügen von Ferdinand Raimund. Die Uraufführung fand am 8. Jänner 1828 als Benefizveranstaltung für den Dichter im Theater in der Leopoldstadt statt.

## Inhalt

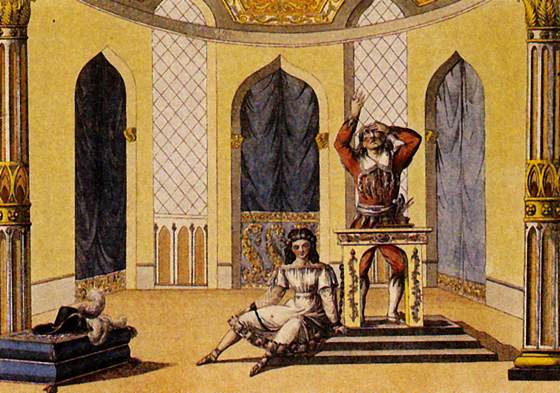
Die gefesselte Phantasie kann dem Harfenisten Nachtigall nicht helfen (Szenenbild von Johann Christian Schoeller, 1820er-Jahre)

Ins Reich der Königin Hermione kamen vor einem Jahr die bösen Zauberschwestern Vipria und Arrogantia, um den Frieden zu stören. Auf dieser Blumeninsel sind alle Bewohner Dichter, sogar der Schuster, wie der Hofpoet reimt:
„Sein kühner Geist ist mit Apoll verwandt,“
„Ist seine Leier gleich mit Schustergarn bespannt.“ (Erster Aufzug, zweite Szene)
Das Orakel Apollos verkündet, Hermione müsse einen ihrer würdigen Partner heiraten, nur so wären die Zauberschwestern zu vertreiben. Affriduro schlägt ihr den König von Athunt vor, sie liebt aber den geheimnisvollen Hirten Amphio – der in Wahrheit der Sohn dieses Königs ist – und hat außerdem geschworen, nur einen Dichter zu ehelichen. Als Hermione versucht, den Konflikt mit den Schwestern gütlich zu lösen, verwüsten diese erzürnt die Insel und alle Höflinge fliehen feige. An die wundervollen Gedichte Amphios denkend, verkündet Hermione, sie werde den heiraten, der ihr das schönste Gedicht schreibe:
„Dem reich' ich heut noch meine Hand, der, bis die siebente Stunde tönt, mir ein Gedicht ersinnt, das an Wert hoch über alle andern steht.“ (Erster Aufzug, neunte Szene)
Um dies zu verhindern, nehmen die Zauberschwestern die Phantasie gefangen, damit niemand mehr ein Gedicht zusammenbringe. Dann zaubert Vipria den grobschlächtigen Harfenisten Nachtigall aus seinem Wiener Vorstadt-Wirtshaus auf die Insel und befiehlt ihm die Teilnahme am Dichter-Wettbewerb. Da wegen der gefesselten Phantasie keiner mehr einen schönen Vers zusammenbringt, bitten alle Dichter, den Wettbewerb zu verschieben. Der Narr verspottet den Hofpoeten:
„O du Herkules aller Dichter, ich winde mich im Staube und bewundere deine Unfähigkeit.“ (Zweiter Aufzug, sechste Szene)
Auch Amphio kann nicht mehr dichten und nun kommt Nachtigall, verkleidet als englische Ménestrel, um zu siegen. Sein Gedicht ist zwar grauenhaft – aber es findet sich kein Gegner. Doch die Phantasie wird von Jupiter befreit und kann Amphio im letzten Moment zum Siege verhelfen. Dieser gibt sich als Sohn des Königs von Athunt zu erkennen. Als die Zauberschwestern die beiden Verliebten unter den Trümmern des Apollo-Tempels zermalmen wollen, erscheint der Gott selbst und verbannt Vipria und Arrogantia in den Orcus. Die Insel Flora wird wiederum in einen Blumengarten verwandelt und Nachtigall wird ob seines Witzes zum zweiten Hofnarren ernannt:
„Ich bin der singende und das der redende, ich hoff', daß man mit beiden wird zufrieden sein.“ (Zweiter Aufzug, einundzwanzigste Szene)

## Werksgeschichte
In der Reihenfolge der Entstehung ist dieses Werk das vierte Raimunds, in der Reihenfolge der Aufführungen allerdings das fünfte, da es zwar schon am 24. September 1826 fertig wurde, aber zwei Jahre lang liegenblieb und Moisasurs Zauberfluch vorher (1827) auf die Bühne kam.
Raimund hatte dieses Stück auch als Antwort auf die immer wiederkehrenden Verdächtigungen, keines seiner bisherigen Werke sei ohne fremde Hilfe entstanden, geschrieben, um zu beweisen, „daß man auch, ohne ein Gelehrter zu sein, ein unschuldiges Gedicht ersinnen könne.“ Besonders seine mangelhafte humanistische Bildung war ihm ja von seinen Kritikern vorgeworfen worden. Eine Passage in der Gefesselten Phantasie weist ebenfalls auf diesen Punkt hin:
„Gelehrsamkeit verfasset kein Gedicht. Wissen ist ein goldener Schatz, der auf festem Grunde ruht, doch in das Reich der holden Lieder trägt uns nur des Phönix Phantasie.“ (Zweiter Aufzug, zwölfte Szene)
Er nannte das Werk ein Original-Zauberspiel, um zu verdeutlichen, dass er das Thema selbst ohne Verwendung einer literarischen Vorlage erdacht habe. Das Stück entspricht der klassischen Forderung nach der „Einheit der Zeit und der Handlung“, weniger der des Raumes.
Die Fesselung der Phantasie hat der Dichter als Strafe für Amphios und Hermiones anmaßende Einstellung zu ihrer Umwelt gedacht – erst die Ausweglosigkeit ihrer Situation bringt sie von diesem Irrweg ab. Amphio, Distichon und Nachtigall verkörpern die verschiedenen Spielarten der Dichtkunst: das bewusst Anspruchsvolle, das leere Gekünstelte und den grob-komischen Bänkelsänger-Stil. Nachtigall und der Narr sind für die auf Episoden beschränkte Komik des Stückes zuständig, Nachtigall ist gleichzeitig eine Karikatur des Volkstümlichen in seiner urwüchsigen, dreisten, groben und feigen Art, jedoch nicht wirklich schlecht, mit gesundem Mutterwitz und Schlagfertigkeit. Er verkörpert den vorlauten Hofnarren, der Narr Muh eher den shakespeareschen Typus am Hofe der Dichterkönigin.
Am besten gelang Raimund die realistisch beschriebene Wirtshausszenerie, was auch Franz Grillparzer feststellte: „Im Komischen haben sie mehr Freiheit und gewinnen Gestalten.“ Das Wirtshausleben Wiens war außerordentlich entwickelt – allein im Vorort Neulerchenfeld waren 1803 von 157 Häusern 103 Gastwirtschaften. Die Harfenisten waren Publikumsmagneten, allein ihre Lieder wurden mit der Zeit so unanständig, dass nach den Worten eines zeitgenössischen Berichterstatters „die halb unschuldigen Töchter erröten, während die ungezogenen Jungen diese Gassenhauer kaum mehr von den unsauberen Lippen bringen.“
Raimund spielte den Harfenisten Nachtigall, Friedrich Josef Korntheuer den Narren, Franz Tomaselli den Schuster, Therese Krones die Phantasie, Katharina Ennöckl die Zauberschwester Vipria.

## Zeitgenössische Rezeption
Die Kritik lehnte das Stück eher ab, es wurde Raimund falscher Ehrgeiz vorgeworfen, das Werk passe mit seinen hochsprachlichen Passagen nicht in die Wiener Vorstadttheater.
Dennoch war ein gewisser Bühnenerfolg gegeben, wozu die Musik Wenzel Müllers offenbar nicht beigetragen hatte. Die Allgemeine Musikzeitung schrieb am 8. Februar:
„Die Musik, statt die populären Momente zu beleben, wirkt eher nachteilig auf sie ein. Was man dem humoristischen Komponisten gar nicht zutraut, sie ist nüchtern, farblos, läßt kalt und entbehrt sogar erfrischender, volkstümlicher Melodien.“

## Spätere Interpretationen
Nach Rudolf Fürst hatte Raimund das Bestreben sich als Tragiker zu beweisen. Deshalb wollte er Shakespeare nacheifern, aber „nach dem Kranze des Tragikers“ zu greifen, habe seine Grenzen aufgezeigt, seine Begabung lag woanders. Für den höheren Stil fehle ihm einfach jedes naturgegebene Können. Er gleite unabsichtlich bei den Szenen auf der romantischen Insel Flora immer wieder so ab, als ob eine Parodie beabsichtigt wäre. Der als feiner Satiriker gedachte Hofnarr Muh zeige bedenkliche Hanswurstallüren, der Poet Distichon werde zur Karikatur mit falscher Wade, an der sogar der Pfeil der Zauberschwestern abprallt. Auch die Figuren, die der Dichter ernst, tragisch, ideal verklärt habe zeichnen wollen, hätten ihre Mätzchen. So würden die grausamen Zauberschwestern wie preziöse alte Jungfern zanken, weil sie von Hermione nicht zum Tee geladen seien. Die Phantasie selbst sei kokett, applauslüstern, ironisch, eher wie eine leichtbeschwingte kleine Operettengöttin. Es schlage hier durch, dass Raimund ursprünglich für Therese Krone eine Soubrettenrolle habe schreiben wollen, die Änderung auf eine lyrische Figur sei ihm gänzlich misslungen. Und auch der Preisgesang Amphios, das Siegerlied, wäre unfreiwillig komisch und staubtrocken zugleich geworden.
Kurt Kahl ist der Ansicht, das Stück packe das Publikum lediglich, sobald der Harfenist Nachtigall auftrete, als eine der Heurigen-Realität entflohene Missgestalt, die der Dichter als abschreckende Karikatur ersonnen habe. Sie entlarve unabsichtlich in ihrer humorig-bösartigen Weise die Hohlheit der poetischen Popanze, der Zauberschwestern und ihrer Widersacher. Raimund verkenne zum wiederholten Male seine wahren Stärken, er entscheide sich gegen den Realismus und für das, was ihm als edle Poesie erscheine. Er habe erhofft, sich damit die Burgtheater-Tore öffnen zu können. Die Ironie dabei sei, dass ausgerechnet die Figur des Nachtigall, in der Raimund seine Geringschätzung für seine Existenz als bloßen Volksdichter und -komiker zu erkennen gibt, dem Stück sein Weiterleben beschert habe.
Franz Hadamowsky meint, die gehobene griechisch-antikisierende Ebene – mit dem entfernt an die Dionysien der Athener erinnernden Dichterwettstreit und dem Auftreten des Gottes Apollon persönlich – stehe scharf dem Wienerischen Lokalkolorit des Harfenisten im Wirtshaus entgegen. Doch wäre der Erfolg dieser Verknüpfung mäßig geblieben.
Bei Hein/Mayer ist zu lesen, dass Die gefesselte Phantasie Raimunds dichterische Rechtfertigung enthalte. Komisches und parodistisches sind entweder in spezielle Szenen verwiesen (in die Nachtigall-Auftritte) oder gar nicht eingesetzt (beim Zauberwesen und den Allegorien). Er versuche hier ohne nachhaltigen Erfolg eine Verbindung zwischen volkstümlich-derbem und mythologisch-klassischem Stil herzustellen. Raimund stelle den in ihm selbst vorhandenen Zwiespalt von ehrgeizigem Dichtertum und gelungener Volkskomik, der ihn in seinen Werken immer wieder zu schaffen gemacht habe, auf der Bühne dar.